# Papaya Ltd
Papaya Ltd. è una società di tecnologia finanziaria (fintech) registrata e con sede a Malta. L'azienda è regolamentata dalla Malta Financial Services Authority (MFSA) come istituto di moneta elettronica (EMI). L'azienda fornisce soluzioni bancarie e di pagamento digitali per privati e aziende.

## Storia
Papaya Ltd. è stata fondata a gennaio 2012 e ha ottenuto la licenza EMI dalla MFSA il 30 aprile 2012. Nel 2017, l'azienda ha ampliato la sua licenza per includere servizi di istituto di pagamento, ha iniziato a fornire i suoi servizi in tutta l'Unione Europea e è diventata un partecipante indiretto dell'area unica dei pagamenti in euro (SEPA). Nel 2018, Papaya Ltd. è entrata a far parte della Society for Worldwide Interbank Financial Telecommunication (SWIFT).
Nel 2019, basato sulle tecnologie di Papaya Ltd., è stato lanciato il progetto fintech Blackcatcard.

## Blackcatcard
Lanciata nel 2019, l'app fintech Blackcatcard offre servizi per privati e aziende, tra cui carte di pagamento Mastercard, conti IBAN, trasferimenti SEPA e applicazioni mobili e web per la gestione dei fondi.
Nel dicembre 2023, Blackcatcard ha avviato una collaborazione con Binance Pay, consentendo agli utenti di Binance di convertire i propri criptovalute in euro e trasferirli sui loro conti IBAN presso Blackcatcard.
Nel 2024, Blackcatcard ha ricevuto il premio per il «Miglior utilizzo di criptovalute e tecnologie blockchain» ai Premi Fintech e Criptovalute di Malta.

## Iniziativa di Protezione per il Fintech
Nel 2024, Papaya Ltd. ha lanciato un'iniziativa volta a proteggere i progetti fintech dalla diffamazione e dalla risoluzione delle controversie con i regolatori finanziari. Questa iniziativa prevede la creazione di un'organizzazione di esperti specializzati per supportare i progetti fintech, affrontando questioni relative alla disinformazione e ai conflitti con i regolatori.

## Critiche
Nel febbraio 2023, Papaya Ltd. è stata multata di 279 756€ dalla Financial Intelligence Analysis Unit (FIAU) per presunti deficit nei controlli antiriciclaggio e antiterrorismo (AML/CFT). La multa è attualmente oggetto di contestazione e non è definitiva.
All'inizio del 2024, il quotidiano Times of Malta ha pubblicato accuse di riciclaggio di denaro e legami con la criminalità organizzata russa. Oliver Paneke, ricercatore sulla disinformazione nel settore finanziario, ha criticato i rapporti del Times of Malta come stampa scandalistica, sottolineando la mancanza di prove a sostegno delle affermazioni contro Papaya Ltd. Indagini successive condotte da giornalisti britannici hanno dimostrato che queste accuse erano infondate.